# Nyctimantis rugiceps
Nyctimantis rugiceps es una especie de anfibios de la familia Hylidae. Fue la única especie del género Nyctimantis hasta 2021, cuando los científicos trasladaron formalmente Nyctimantis galeata de Corythomantis.
Habita en Ecuador, Perú y Colombia, en la alta cuenca amazónica; quizá también en la zona adyacente de Brasil.
Sus hábitats naturales incluyen bosques tropicales o subtropicales secos y a baja altitud y pantanos tropicales o subtropicales. Está amenazada localmente por la destrucción de su hábitat natural.